# 루팡 3세 (영화)
《루팡 3세》(일본어: ルパン三世)는 2014년 공개된 일본의 영화이다. 몽키 펀치의 동명 만화를 원작으로 한다.《루팡 3세》의 실사 영화는 1974년에 공개된 《루팡 3세 염력진작전》이후 40년만이다.

## 출연

### 주연
- 오구리 슌
- 김준
- 아야노 고
- 타마야마 테츠지
- 쿠로키 메이사
- 아사노 타다노부
- 닉 테이트
- 니럿 시리차냐

### 조연
- 타나용 웡트라쿨

## 기타
- 시각효과: 허동혁
- -무술지도: 장재욱
- -무술: 양길영
- -무술: 심재원